# بود زوشنه
بود زوشنه (به لهستانی:  Budy Zosine) یک روستا در لهستان است که در گمینا یاکتوروو واقع شده‌است. بود زوشنه ۴۱۰ نفر جمعیت دارد.